# 劉棨
劉棨（1657年—1718年），字弢子，號青岑，山東諸城人，祖籍江南省砀山。清朝官員。

## 生平
劉棨於出生於順治十四年。康熙十四年（1675年）中舉人，康熙二十四年（1685年）中進士。十年後選湖南長沙縣知縣，歷升陝西寧羌州知州、平陽府知府、天津道副使。以清廉知名，與陳鵬年並稱。官至四川布政使。因勞累病卒。

## 家族
劉棨家族明弘治间始祖福公自南直隶砀山县迁山东诸城县，為諸城當地望族。父劉必顯為順治年間進士，官至戶部員外郎。兄劉果亦為進士。子劉統勳，孫劉墉官至大學士，曾孫劉鐶之官至尚書。

## 延伸阅读
[在维基数据编辑]
 《清史稿·卷476》，出自趙爾巽《清史稿》